# Antonia Maury
Antonia Caetana de Paiva Pereira Maury, född den 21 mars 1866 i Cold Spring, New York, död den 8 januari 1952, var en amerikansk astronom. 
Hon var dotterdotter till John William Draper och systerdotter till Henry Draper.

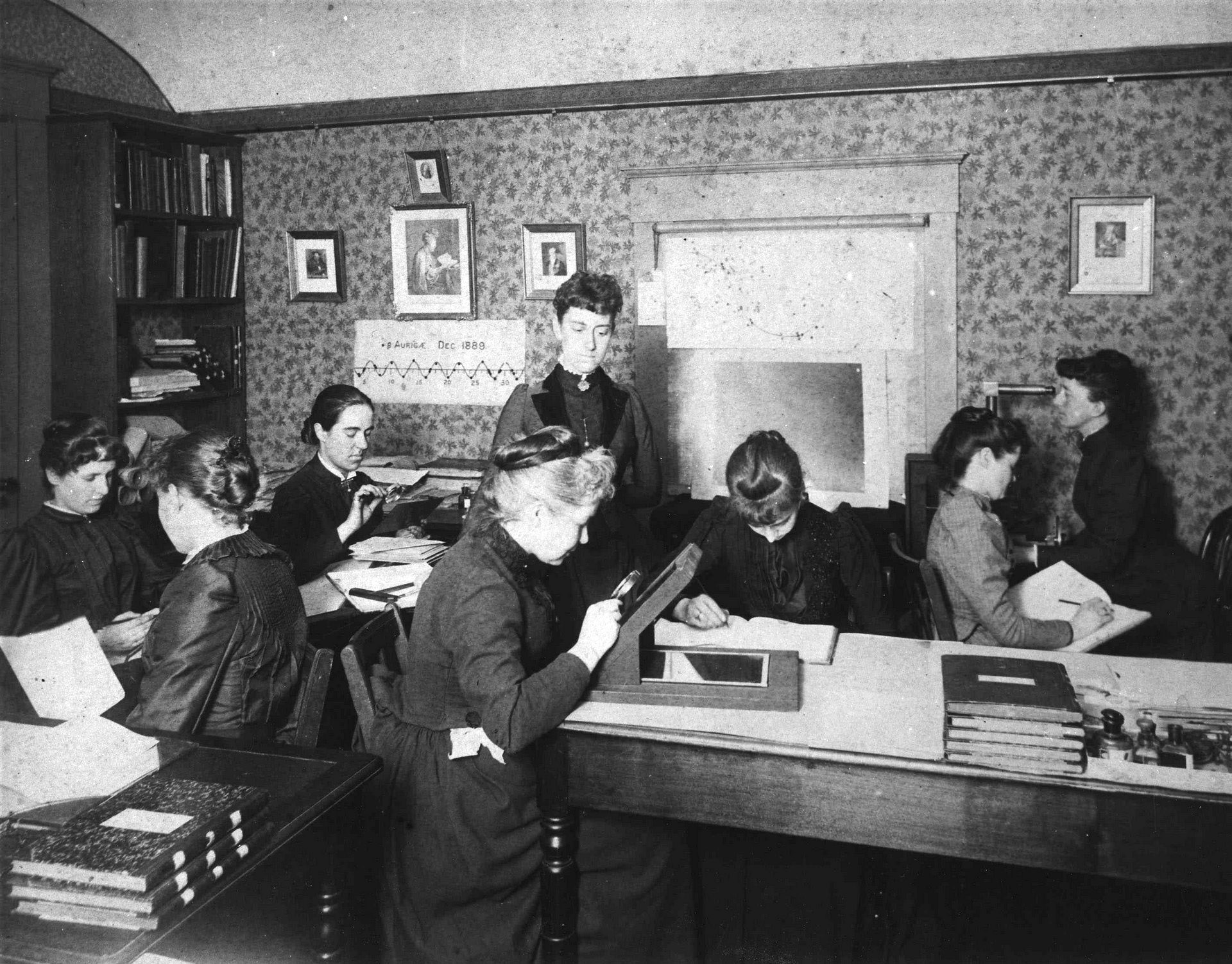
Staben av kvinnliga räknare vid Harvardobservatoriet, omkring 1890. Maury är trea från vänster.

Antonia Maury var under åtskilliga år anställd som assistent vid Harvardobservatoriet i Cambridge, Massachusetts, där hon företrädesvis var sysselsatt med undersökningar över fixstjärnornas spektra. Hennes främsta arbete är Spectra of bright stars photographed with the 11-inch Draper telescope as a part of the Henry Draper memorial and discussed of Antonia C. Maury (1897). Hon uppställde där en ny klassificering av fixstjärnornas spektra, vilka hon indelade i 22 huvudgrupper med flera underavdelningar, inalles mer än 150 avdelningar. Denna klassificering tilldrog sig mycket stor uppmärksamhet och lades till grund för flera viktiga undersökningar över stjärnornas strålning, temperatur, olika utvecklingsstadier med mera. Av hennes övriga arbeten kan nämnas värdefulla bidrag till kännedomen om de spektroskopiska dubbelstjärnorna.